# Columbia Carriage Company
Columbia Carriage Company war ein US-amerikanischer Hersteller von Fahrzeugen.

## Unternehmensgeschichte
Das Unternehmen wurde 1891 in Hamilton in Ohio zur Kutschenherstellung gegründet. 1908 war Thomas L. Curley Präsident, J. E. Wright Vizepräsident und Robert Kennedy Sekretär und Schatzmeister. Im Oktober 1908 war der erste Prototyp eines Personenkraftwagens fertig. Im Januar 1909 begann die Serienproduktion. Der Markenname lautete Columbia Motor Buggy, inoffiziell auch Hamilton. Bis August 1909 entstanden 25 Kraftfahrzeuge. Danach beschränkte sich die Produktion wieder auf Kutschen. 1912 wurde das Unternehmen aufgelöst. 1913 zerstörte ein Hochwasser des Great Miami River große Teile des Gebäudes.
Es gab noch andere US-amerikanische Hersteller von Fahrzeugen der Marke Columbia: Columbia Automobile Company, Columbia Engineering Works, Columbian Electric Vehicle Company und Columbia Motors Company.

## Fahrzeuge
Das einzige Modell war ein Highwheeler. Ein wassergekühlter Zweizylindermotor mit 16 PS Leistung trieb über ein Planetengetriebe die Hinterachse an. Das Fahrgestell hatte 218 cm Radstand.